# خورشیدگرفتگی ۱۲ ژوئیه ۲۰۹۴
خورشیدگرفتگی ۱۲ ژوئیه ۲۰۹۴ (به انگلیسی: Solar eclipse of July 12, 2094) یک خورشیدگرفتگی از نوع خورشیدگرفتگی جزئی است. این خورشیدگرفتگی در تاریخ ۱۲ ژوئیه ۲۰۹۴ میلادی (‎۲۲ تیر ۱۴۷۳ خورشیدی) روی خواهد داد که زمان اوج آن، ساعت ۱۳:۲۴:۳۵ به‌وقت ساعت هماهنگ جهانی است.